# Elleri
Elleri (in sloveno: Elerji, pronuncia [ˈeːleɾji], già Jelarji) è un insediamento (naselje) di 141 abitanti, della municipalità di Capodistria della regione statistica Carsico-litoranea della Slovenia.
L'area faceva tradizionalmente parte della regione storica del Litorale; ora invece è inglobata nella regione Carsico-litoranea.
Si trova al confine con l'Italia.